# Correa pulchella
Correa pulchella là một loài thực vật có hoa trong họ Cửu lý hương. Loài này được J.Mackay ex Sweet mô tả khoa học đầu tiên năm 1827.

## Hình ảnh

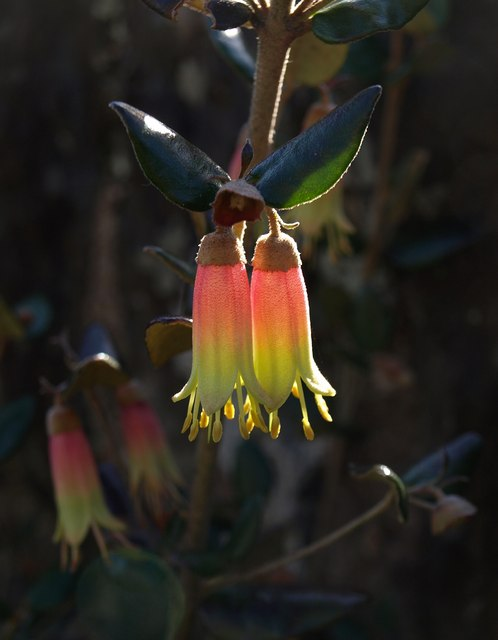
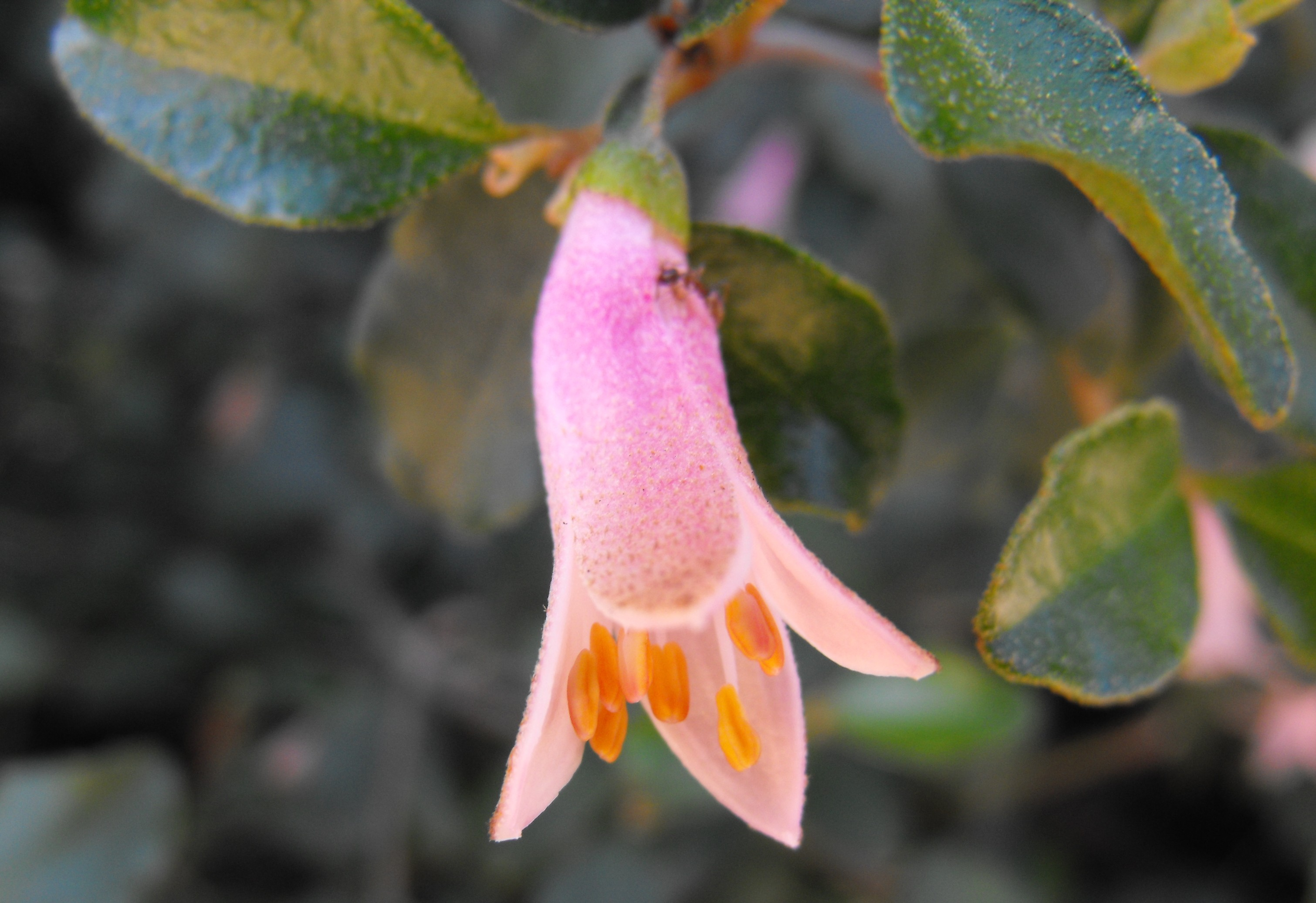